# Toni Markić
Toni Markić (Ljubuški, 25 ottobre 1990) è un calciatore bosniaco, difensore della Scafatese.

## Carriera

### Club
Dopo aver giocato con varie squadre in patria e in Finlandia, Polonia e Croazia, il 31 luglio 2017 firma un contratto biennale con il Bisceglie, in Serie C. Dopo due stagioni con i pugliesi, il 26 luglio 2019 si trasferisce alla Viterbese. Dopo due annate trascorse con i gialloblù, il 7 agosto 2021 firma con il Foggia. Nel corso della stagione 2022-2023 è utilizzato solo in due occasioni. Si rende tuttavia protagonista nel corso dei play-off: al 10' del secondo tempo supplementare della semifinale di ritorno col Pescara, segna di testa la rete del pareggio che permetterà al Foggia la sfida ai rigori e la vittoria.
Il 27 luglio 2023 viene ufficializzato il suo passaggio al Siracusa, formazione neopromossa in Serie D.

### Nazionale
Ha giocato complessivamente 25 incontri con le nazionali giovanili bosniache Under-19 ed Under-21.

## Statistiche

### Presenze e reti nei club
Statistiche aggiornate al 14 maggio 2024.
| Stagione               | Squadra                | Campionato             | Campionato | Campionato | Coppe nazionali | Coppe nazionali | Coppe nazionali | Coppe continentali | Coppe continentali | Coppe continentali | Altre coppe | Altre coppe | Altre coppe | Totale | Totale |
| Stagione               | Squadra                | Comp                   | Pres       | Reti       | Comp            | Pres            | Reti            | Comp               | Pres               | Reti               | Comp        | Pres        | Reti        | Pres   | Reti   |
| ---------------------- | ---------------------- | ---------------------- | ---------- | ---------- | --------------- | --------------- | --------------- | ------------------ | ------------------ | ------------------ | ----------- | ----------- | ----------- | ------ | ------ |
| 2009-gen. 2010         | Borac Banja Luka       | PL                     | 10         | 0          | CB              | 0               | 0               |                    | -                  | -                  |             | -           | -           | 10     | 0      |
| gen.-giu. 2010         | Široki Brijeg          | PL                     | 10         | 0          | CB              | -               | -               | UEL                | -                  | -                  |             | -           | -           | 10     | 0      |
| 2010-gen. 2011         | Široki Brijeg          | PL                     | 3          | 0          | CB              | 1               | 0               | UEL                | 1                  | 0                  |             | -           | -           | 4      | 0      |
| Totale Široki Brijeg   | Totale Široki Brijeg   | Totale Široki Brijeg   | 13         | 0          |                 | 1               | 0               |                    | 1                  | 0                  |             | -           | -           | 15     | 0      |
| gen.-giu. 2011         | Zrinjski Mostar        | PL                     | 13         | 0          | CB              | -               | -               | UEL                | -                  | -                  |             | -           | -           | 13     | 0      |
| 2011-2012              | Zrinjski Mostar        | PL                     | 20         | 1          | CB              | 0               | 0               |                    | -                  | -                  |             | -           | -           | 20     | 1      |
| 2012-feb. 2013         | Zrinjski Mostar        | PL                     | 13         | 0          | CB              | 3               | 0               |                    | -                  | -                  |             | -           | -           | 16     | 0      |
| Totale Zrinjski Mostar | Totale Zrinjski Mostar | Totale Zrinjski Mostar | 46         | 1          |                 | 3               | 0               |                    | -                  | -                  |             | -           | -           | 49     | 1      |
| feb.-giu. 2013         | Olimpik Sarajevo       | PL                     | 7          | 0          | CB              | -               | -               |                    | -                  | -                  |             | -           | -           | 7      | 0      |
| 2014                   | KuPS                   | VL                     | 29         | 3          | CF+CdL          | 3+3             | 1+0             |                    | -                  | -                  |             | -           | -           | 35     | 4      |
| 2015                   | KuPS                   | VL                     | 27         | 2          | CF+CdL          | 4+3             | 0               |                    | -                  | -                  |             | -           | -           | 34     | 2      |
| Totale KuPS            | Totale KuPS            | Totale KuPS            | 56         | 5          |                 | 13              | 1               |                    | -                  | -                  |             | -           | -           | 69     | 6      |
| feb.-giu. 2016         | Zawisza Bydgoszcz      | 1L                     | 8          | 0          | CP              | 2               | 0               |                    | -                  | -                  |             | -           | -           | 10     | 0      |
| feb.-giu. 2017         | Cibalia                | 1.HNL                  | 5          | 0          | CC              | -               | -               |                    | -                  | -                  |             | -           | -           | 5      | 0      |
| 2017-2018              | Bisceglie              | C                      | 31         | 1          | CI-C            | 2               | 0               |                    | -                  | -                  |             | -           | -           | 33     | 1      |
| 2018-2019              | Bisceglie              | C                      | 37         | 1          | CI-C            | 1               | 0               |                    | -                  | -                  |             | -           | -           | 38     | 1      |
| Totale Bisceglie       | Totale Bisceglie       | Totale Bisceglie       | 68         | 2          |                 | 3               | 0               |                    | -                  | -                  |             | -           | -           | 71     | 2      |
| 2019-2020              | Viterbese              | C                      | 20         | 0          | CI+CI-C         | 1+0             | 0               |                    | -                  | -                  |             | -           | -           | 21     | 0      |
| 2020-2021              | Viterbese              | C                      | 19         | 1          |                 | -               | -               |                    | -                  | -                  |             | -           | -           | 19     | 1      |
| Totale Viterbese       | Totale Viterbese       | Totale Viterbese       | 39         | 1          |                 | 1               | 0               |                    | -                  | -                  |             | -           | -           | 40     | 1      |
| 2021-2022              | Foggia                 | C                      | 5          | 0          | CI-C            | 1               | 0               |                    | -                  | -                  |             | -           | -           | 6      | 0      |
| 2022-2023              | Foggia                 | C                      | 2+2        | 0+1        | CI-C            | 0               | 0               |                    | -                  | -                  |             | -           | -           | 4      | 1      |
| Totale Foggia          | Totale Foggia          | Totale Foggia          | 9          | 1          |                 | 1               | 0               |                    | -                  | -                  |             | -           | -           | 10     | 1      |
| 2023-2024              | Siracusa               | D                      | 15         | 0          | CI-D            | 1               | 0               |                    | -                  | -                  |             | -           | -           | 16     | 0      |
| Totale carriera        | Totale carriera        | Totale carriera        | 276        | 10         |                 | 24              | 1               |                    | 1                  | 0                  |             | -           | -           | 301    | 10     |